# ティグレ (ブエノスアイレス州)
ティグレ（スペイン語: Tigre）は、アルゼンチンのブエノスアイレス州にある自治体であり、ティグレ・パルティードの政庁所在地である。大ブエノスアイレス都市圏の北部に位置し、首都ブエノスアイレス市から北西方向にある。2001年の調査による市の人口は31,106人であり、パルティード全体の人口は459,263人である。ティグレ（スペイン語で虎）という市の名称は、開拓初期の当地で虎やジャガーが狩られたことに由来している。
市の東部はラプラタ川水系のパラナ川に面しており、観光客や週末旅行者が集まる場となっている。川に並行する形でトレン・デ・ラ・コスタ（観光鉄道）が走っており、バスなどでも川辺にアクセスできる。市内には無数の川が流れている。洪水で他の開拓地が破壊された後の1820年、島の上に町が建設された。当時はデ・ラス・コンチャス・パルティードという名称だった。
安い宿、高級ホテル、レストラン、喫茶店、軽食屋などの他に、英国式のボートクラブ、数多くのマリーナ、一般的な住宅街、ティグレ市立美術館（ティグレ・クラブ）に代表されるベル・エポック風の格調高い邸宅街などが存在。近隣のビクトリアにはサッカークラブのCAティグレが本拠地を置いている。
近年では大ブエノスアイレス都市圏の他都市からティグレに移住する人々が多くみられる。また近年には高額所得層向けの観光業が成長しており、新しいリゾート地の開発が行なわれてマドンナ（アメリカ人歌手）のような贔屓客も存在する。

## 交通

### 鉄道
ブエノスアイレス市街地とティグレを結ぶ鉄道路線としてミトレ線とトレン・デ・ラ・コスタの2路線があり、両路線の各駅から市内すべての場所に徒歩でアクセスすることができる。ミトレ線はレティーロ・ミトレ駅（ブエノスアイレス最大のターミナル駅）とティグレ駅を結んでおり、10～30分間隔で電車が運行している。トレン・デ・ラ・コスタのマイプ駅はミトレ線のバルトロメ・ミトレ駅に隣接した乗り換え駅であり、ミトレ線を経由してレティーロ・ミトレ駅とデルタ駅の間を移動することが可能。
- ミトレ線（レティーロ・ミトレ - ティグレ系統）

レティーロ・ミトレ駅（ブエノスアイレス）-ティグレ駅（ティグレ）
乗り換えなし。
- ミトレ線（レティーロ・ミトレ - バルトロメ・ミトレ系統）とトレン・デ・ラ・コスタ

レティーロ・ミトレ駅（ブエノスアイレス）-デルタ駅（ティグレ）
レティーロ・ミトレ駅からミトレ線のレティーロ・ミトレ - バルトロメ・ミトレ系統でバルトロメ・ミトレ駅まで行き、バルトロメ・ミトレ駅で降りて乗り換え。マイプ駅からトレン・デ・ラ・コスタでデルタ駅まで行くことができる。

### 海上交通
ティグレデルタには公共交通機関として通勤用渡し船、海上タクシー、フェリーがある。

## ギャラリー

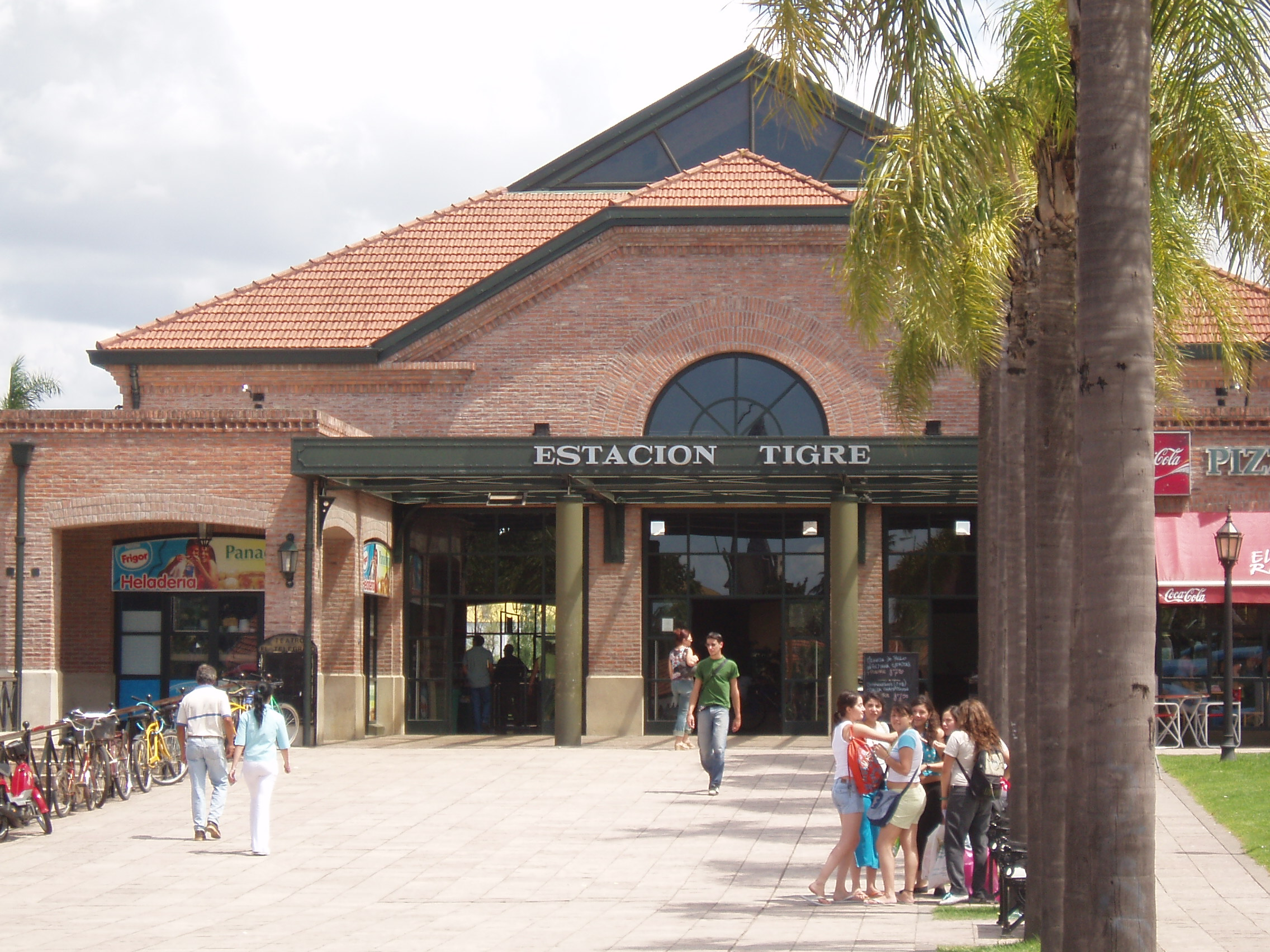
トレン・デ・ラ・コスタのデルタ駅
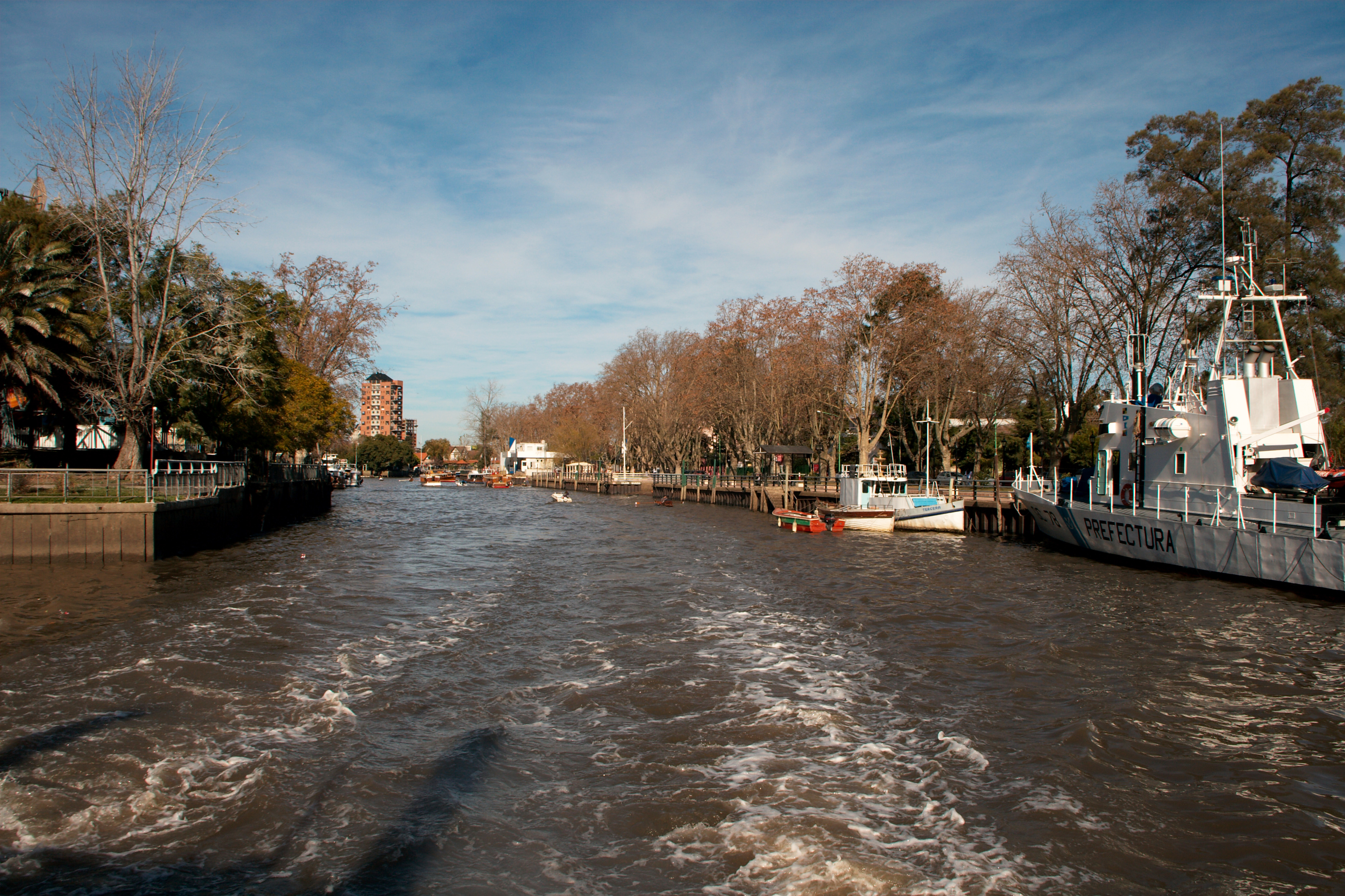
市内を流れる運河
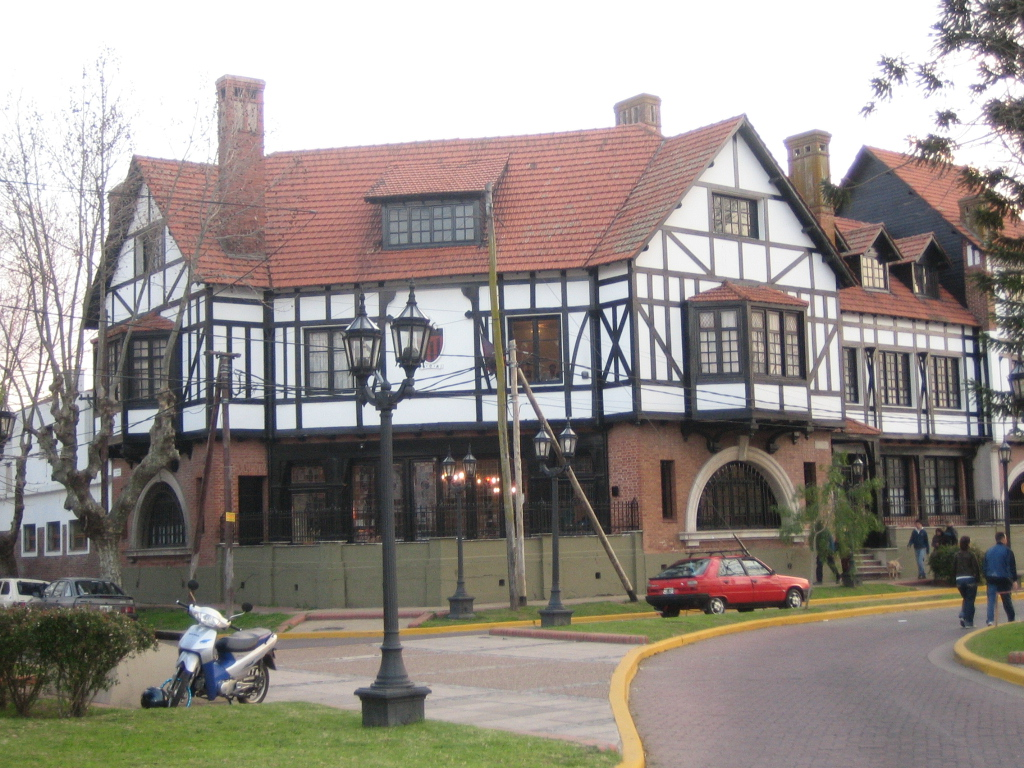
アルゼンチンボートクラブ
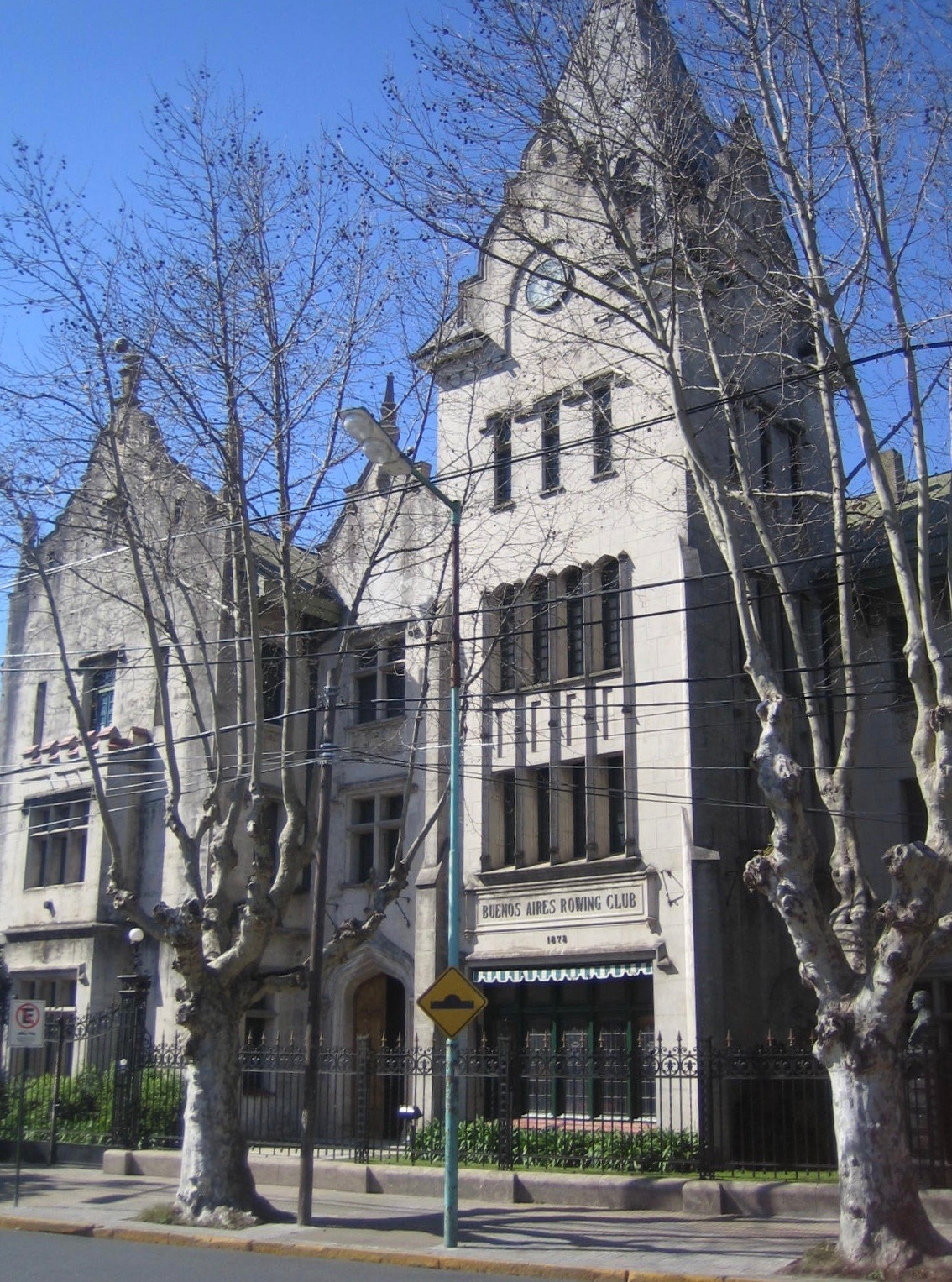
ブエノスアイレスボートクラブ
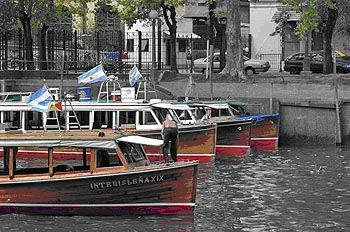
ボートドック
ラ・マリーナレガッタクラブ